# Maluszyce (Białoruś)
Maluszyce (biał. Малюшычы, Maluszyczy; ros. Малюшичи, Maluszyczi) – agromiasteczko na Białorusi, w obwodzie grodzieńskim, w rejonie korelickim, w sielsowiecie Maluszyce.

## Historia
W Rzeczypospolitej Obojga Narodów miejscowość leżała w województwie nowogródzkim, w powiecie nowogródzkim.
W wyniku III rozbioru znalazły się w Rosji. W XIX i w początkach XX w. wieś i trzy folwarki położone w guberni mińskiej, w powiecie nowogródzkim, w gminie Rajce. W II poł. XIX w. dwa folwarki były własnością muzułmańsko-polskiej rodziny Ułanów, trzeci zaś prawosławnego duchownego Sawicza.
W dwudziestoleciu międzywojennym wieś i folwark leżące w Polsce, w województwie nowogródzkim, w powiecie nowogródzkim, w gminie Rajce. W 1921 wieś liczyła 593 mieszkańców, zamieszkałych w 117 budynkach, w tym 573 Białorusinów, 12 Polaków, 4 Żydów i 4 osoby innej narodowości. 577 mieszkańców było wyznania prawosławnego, 12 rzymskokatolickiego i 4 mojżeszowego. Folwark liczył zaś 7 mieszkańców, zamieszkałych w 1 budynku, w tym 6 Białorusinów i 1 Polaka. 6 mieszkańców było wyznania prawosławnego i 1 mojżeszowego.
Po II wojnie światowej w granicach Związku Sowieckiego. Od 1991 w niepodległej Białorusi.

## Ludzie związani z miejscowością
- Jan Czeczot – polski poeta, tłumacz i etnograf; urodzony w Maluszycach